# Kitab al-Rawd al-Mitar
Kitab al-Rawd al-Mitar (Het Boek van de Geurige Tuin) is een Arabisch geografisch werk van Muhammad bin Abd al-Munim al-Himyari uit de 15e eeuw dat een primaire bron is voor de geschiedenis van de islamitisch Spanje in de middeleeuwen, dat ten dele is gebaseerd op het oudere werk van Muhammad al-Idrisi. Het werd in 1938 door Evariste Levi-Provençal uitgegeven en in het Frans vertaald en in 1963 in het Spaans vertaald door Maria Pilar Maestro González.

## Referentie
- Dit artikel of een eerdere versie ervan is een (gedeeltelijke) vertaling van het artikel Kitab al-Rawd al-Mitar op de Engelstalige Wikipedia, dat onder de licentie Creative Commons Naamsvermelding/Gelijk delen valt. Zie de bewerkingsgeschiedenis aldaar.